# Сингх, Гурмит
Гурмит Сингх Куллар (англ. Gurmit Singh Kullar; 1907, Джаландхар, Британская Индия — 4 февраля 1992, Пенджаб) — индийский хоккеист на траве, нападающий. Олимпийский чемпион 1932 года.

## Биография
Гурмит Сингх родился в 1907 году в городе Джуллундур в Британской Индии (сейчас Джаландхар в Индии) .
В 1927—1932 годах играл в хоккей на траве за Пенджабский университет из Лахора. В 1932 году дебютировал в команде Пенджаба на межпровинциальном турнире. В предолимпийском туре по Индии забил 55 мячей.
В 1932 году вошёл в состав сборной Индии по хоккею на траве на летних Олимпийских играх в Лос-Анджелесе и завоевал золотую медаль. Играл на позиции правого нападающего, провёл 2 матча, забил 8 мячей (пять в ворота сборной США, три — Японии). Был единственным сикхом в сборной.
К тому моменту Сингх был студентом сельскохозяйственного колледжа в Лайяллпуре.
В 1934—1940 годах играл за Индийскую армию.
Умер 4 февраля 1992 года в индийском штате Пенджаб.